# ロール (打楽器)
ロールとは、打楽器の奏法のひとつ。｢ロール奏法｣「トレモロ」などとも。

## 奏法
スネアドラムでのロールに関してはスネアドラムを参照のこと。
多くはマレットもしくはスティックを使用し、基本的には楽器の打面を連続して弾くことで音に擬似的な持続効果を持たせる。
ロールと高速連打を混同している者も多いが、これは誤りである(作曲者や指揮者、奏者の意図に依ってはそう捉えても構わない場合もある)。
ロールの基本は"音を持続させること"であり、楽器が持つ本来の響きを考慮せずにただ高速で連打するだけでは響きを潰してしまい持続効果も響きも得られない。
また、ロールのスピードや力の入れ具合、叩く位置によっても音の印象は大きく変わる。
コンガやパンデイロなどのハンドパーカッションで指を打面上を摩擦した振動で連続した音をだす手法はグリッサンドやムースコールなど別の呼び方をする。

## 楽譜中での表記
ロールをする音とその次の音がタイでつながれている場合とそうでない場合がある。つながれている場合は次の音をロールの流れの中での最後の音として、つながれていない場合は改めて打ち直すのが基本であるが、作曲者によってはそこまで考慮に入れていない場合もあるので、特に合奏体では奏者の綿密なアナリーゼが要求される。